# Бес
Вижте пояснителната страница за други личности с името Бес.
Бес (др.-перс. Artaxšaçrā V, на старогръцки: Βήσσος; на латински: Bessus), самообявил се за Артаксеркс V, е бактрийски сатрап и зет на Дарий III, който като самозванец срещу Александър Македонски умъртвява своя тъст и последен персийски шах от династията на Ахеменидите и се провъзгласява за персийски шах и управлявал в Хорезъм само година през 330 – 329 г. пр.н.е.
Бес участва в битката при Гавгамела (1 октомври 331 г. пр.н.е.) в редиците на персийската армия, като след загубата придружава разбития Дарий III до Екбатана, където прекарва с шаха цялата зима. На следващата година заедно с Дарий се отправя на изток към Хорезъм, като планът предвиждал от областта да се съберат нови сили (в частност от Бактрия и Согдиана) с цел да се противопоставят на Александър Велики. По време на похода Бес прави план на предателски заговор и го осъществява, арестувайки Дарий III. Застигнати от авангарда на македонската армия, заговорниците изоставят смъртно ранения Дарий на македонските войски. Александър Велики е потресен от смъртта на своя велик противник и повелител на Азия.
След убийството на Дарий III Бес узорпаторски се самообявява за шах под името Артаксеркс V. Той се укрепва в Бактрия, обединявайки около себе си онези сили, които са решени докрай с цената на саможертва и краен фанатизъм да се противопоставят на армията на Александър.
В началото на пролетта на 329 г. пр.н.е. след обстойна разузнавателна мисия и бойна подготовка, Александър Велики преминава с главните сили на армията си през Хиндукуш и нахлува в Бактрия. Бес бяга в Согдиана, след което преминава река Окс (Амударя). Александър Велики го преследва, защото Бес продължава да твърди, че е легитимен продължител на политиката на Ахеменидската династия и шахове, но персийската политика не е особено популярна в източната част на Голям Иран, и по-специално в Централна Азия. Тези области са слабо свързани със западната част и по-специално с Персия и като правило за били потискани от Персеполис за сметка на запада и Медия. По тази причина Бес се озовал „в небрано лозе“ и скоро предаден от местните е пленен от един от военачалниците на Александър Велики – Птолемей Лага.
Бес е екзекутиран през 327 г. пр.н.е. след съдебен процес в Зариаспа в Бактрия, като сведенията за начина на смъртта му се разминават – според едни източници е завързан между две наклонени дървета и разкъсан от тях, а според други е наказан с отрязване на носа и ушите, след което е разпънат на кръст в Екбатана.